# República Popular China en los Juegos Olímpicos de Seúl 1988
La República Popular China estuvo representada en los Juegos Olímpicos de Seúl 1988 por un total de 273 deportistas, 149 hombres y 124 mujeres, que compitieron en 25 deportes.

## Medallistas
El equipo olímpico chino obtuvo las siguientes medallas:
| Nombre                                                                                                 | Deporte       | Competición                |
| --- | ------------- | -------------------------- |
| Oro |               |                            |
| Lou Yun                                                                                                | Gimnasia      | Salto de potro M           |
| Xu Yanmei                                                                                              | Saltos        | Plataforma 10 m F          |
| Gao Min                                                                                                | Saltos        | Trampolín 3 m F            |
| Chen Jing                                                                                              | Tenis de mesa | Individual F               |
| Chen Longcan Wei Jingguang                                                                             | Tenis de mesa | Dobles M                   |
| Plata                                                                                                  |               |                            |
| He Yingqiang                                                                                           | Halterofilia  | 56 kg M                    |
| Yang Wenyi                                                                                             | Natación      | 50 m libre F               |
| Zhuang Yong                                                                                            | Natación      | 100 m libre F              |
| Huang Xiaomin                                                                                          | Natación      | 200 m braza F              |
| Hu Yadong Li Ronghua Zhang Xianghua Zhou Shouying Yang Xiao                                            | Remo          | Cuatro con timonel (W4+) F |
| Tan Liangde                                                                                            | Saltos        | Trampolín 3 m M            |
| Xiong Ni                                                                                               | Saltos        | Plataforma 10 m M          |
| Li Qing                                                                                                | Saltos        | Trampolín 3 m F            |
| Li Huifen                                                                                              | Tenis de mesa | Individual F               |
| Jiao Zhimin Chen Jing                                                                                  | Tenis de mesa | Dobles F                   |
| Huang Shiping                                                                                          | Tiro          | Blanco móvil 50 m M        |
| Bronce                                                                                                 |               |                            |
| Li Meisu                                                                                               | Atletismo     | Peso F                     |
| Lou Yun                                                                                                | Gimnasia      | Suelo M                    |
| He Zhuoqiang                                                                                           | Halterofilia  | 52 kg M                    |
| Liu Shoubin                                                                                            | Halterofilia  | 56 kg M                    |
| Ye Huanming                                                                                            | Halterofilia  | 60 kg M                    |
| Li Jinhe                                                                                               | Halterofilia  | 67,5 kg M                  |
| Qian Hong                                                                                              | Natación      | 100 m mariposa F           |
| Zhang Xianghua Hu Yadong Zhou Shouying Zhou Xiuhua Zhang Yali He Yanwen Han Yaqin Li Ronghua Yang Xiao | Remo          | Ocho con timonel (W8+) F   |
| Li Deliang                                                                                             | Saltos        | Trampolín 3 m M            |
| Jiao Zhimin                                                                                            | Tenis de mesa | Individual F               |
| Xu Haifeng                                                                                             | Tiro          | Pistola de aire 10 m M     |
| Equipo                                                                                                 | Voleibol      | Torneo F                   |